# Tiny Music... Songs from the Vatican Gift Shop
| Initial reviews      | Initial reviews |
| 평가 점수            | 평가 점수       |
| 출처                 | 점수            |
| -------------------- | --------------- |
| Entertainment Weekly | C               |
| MusicHound Rock      | [ 5 ]           |
| NME                  | 5/10            |
| Pitchfork            | 0.8/10          |
| Rolling Stone        | [ 8 ]           |
| Spin                 | 5/10            |

《Tiny Music... Songs from the Vatican Gift Shop》는 미국의 록 밴드 스톤 템플 파일럿츠의 세 번째 스튜디오 음반으로, 1996년 3월 26일, 애틀랜틱 레코드를 통해 발매되었다. 밴드는 1995년 한 해 동안의 짧은 공백기를 가진 후, 캘리포니아주 산타이네즈의 웨스터리 랜치에서 다시 모여 음반을 녹음했으며, 이곳은 그들이 당시 거주하던 장소이기도 하다. 이전의 모든 음반들과 마찬가지로, 이번 음반 역시 브렌던 오브라이언이 프로듀싱을 맡았다.
Tiny Music...는 초기에는 밴드의 이전 작품들과 유사하게 엇갈린 평가를 받았으나, 이후 밴드의 사운드와 이미지에 급진적인 변화를 가져온 작품으로 재조명되며 호평을 받았다. 이 음반은 빌보드 200 차트에서 4위로 데뷔하였으며, 싱글로 발매된 〈Big Bang Baby〉, 〈Trippin' on a Hole in a Paper Heart〉, 〈Lady Picture Show〉는 모두 메인스트림 록 트랙 차트에서 1위를 차지했다. 미국 음반 산업 협회로부터 더블 플래티넘 인증을 받았으며, 밴드는 1996년과 1997년에 걸쳐 음반 프로모션 투어를 진행하였다. 그러나 보컬리스트 스콧 와일랜드의 지속적인 약물 문제로 인해 투어는 조기 종료되었다.

## 배경
스톤 템플 파일럿츠의 세 번째 음반 《Tiny Music... Songs from the Vatican Gift Shop》의 녹음을 앞둔 시기는, 주로 리드 보컬리스트 스콧 와일랜드의 약물 남용 문제에서 비롯된 심각한 내부 문제들로 특징지어졌다. 밴드는 《Purple》 (1994년)을 완성하긴 했지만, 와일랜드의 중독으로 인해 그 과정은 이미 힘든 것이었으며, 이는 밴드의 안정을 해치기 시작했다. 1995년 초까지 상황은 더욱 악화되었다. 2월의 초기 세션 동안, 밴드는 와일랜드의 상태가 악화됨에 따라 2주간의 녹음 분량을 폐기해야 했다. 1995년 5월 15일, 그는 헤로인과 코카인을 소지한 혐의로 체포되었다. 보석으로 풀려난 뒤, 와일랜드는 더 많은 약물을 구하려 했고, 결국 로스앤젤레스의 샤토 마몽 호텔에 틀어박혀 커트니 러브와 함께 약물을 사용하며 시간을 보낸 것으로 전해진다.
와일랜드가 자취를 감춘 동안, 스톤 템플 파일럿츠의 나머지 멤버들인 기타리스트 딘 디레오, 베이시스트 로버트 디레오, 드러머 에릭 크레츠는 새로운 프로젝트를 구상하기 시작했다. 밴드가 바닥을 쳤다고 믿었던 이들은, 1995년 봄에 토크 쇼라는 밴드를 결성했고, 전 텐 인치 멘의 보컬리스트 데이브 카우츠를 영입했다. 멤버들은 토크 쇼를 일시적인 사이드 프로젝트로 보지 않았지만, 스톤 템플 파일럿츠는 공식적으로 해체된 것은 아니었다. 같은 시기, 와일랜드는 자신만의 그룹인 매그니피센트 배스터즈를 시작했고, 《탱크 걸》 (1995년) 사운드트랙과 《Working Class Hero: A Tribute to John Lennon》 (1995년) 컴필레이션에 곡을 기고했다. 와일랜드는 1995년의 나머지 기간 동안 여러 재활 센터를 오가며 지냈고, 밴드의 미래는 불확실해졌다.

## 커버 아트
이 커버 아트는 존 이더가 70년대 스타일의 LP 커버를 닮도록 디자인한 것으로, 와일랜드의 아이디어를 바탕으로 수영복을 입은 여성이 악어가 있는 수영장 안에 서 있는 모습을 특징으로 한다. 커버 모델은 마야 시클라이 (구 성은 굿맨)로, 아트 디렉터 존 하이든의 가족 친구였다.

## 곡 목록
모든 곡들은 특별한 언급이 없는 한 스콧 와일랜드에 의해 작사/작곡하였다.
| #   | 제목                                    | 작사·작곡                                       | 재생 시간 |
| --- | --------------------------------------- | ----------------------------------------------- | --------- |
| 1.  | 〈Press Play〉 (기악)                   | 딘 디레오, 로버트 디레오, 에릭 크레츠, 와일랜드 | 1:21      |
| 2.  | 〈Pop's Love Suicide〉                  | D. 디레오, 와일랜드                             | 3:43      |
| 3.  | 〈Tumble in the Rough〉                 | 와일랜드                                        | 3:18      |
| 4.  | 〈Big Bang Baby〉                       | R. 디레오, 와일랜드                             | 3:23      |
| 5.  | 〈Lady Picture Show〉                   | R. 디레오, 와일랜드                             | 4:08      |
| 6.  | 〈And So I Know〉                       | R. 디레오, 와일랜드                             | 3:57      |
| 7.  | 〈Trippin' on a Hole in a Paper Heart〉 | 와일랜드, 크레츠                                | 3:35      |
| 8.  | 〈Art School Girl〉                     | R. 디레오, 와일랜드                             | 3:35      |
| 9.  | 〈Adhesive〉                            | R. 디레오, 와일랜드                             | 5:34      |
| 10. | 〈Ride the Cliché〉                     | D. 디레오, 와일랜드                             | 3:17      |
| 11. | 〈Daisy〉 (기악)                        | R. 디레오, 와일랜드                             | 2:18      |
| 12. | 〈Seven Caged Tigers〉                  | D. 디레오, 와일랜드                             | 4:17      |

## 인증
| 국가                       | 인증        | 판매량/출하량 |
| -------------------------- | ----------- | ------------- |
| 오스트레일리아 (ARIA)      | 골드        | 35,000^       |
| 캐나다 (뮤직 캐나다)       | 플래티넘    | 100,000^      |
| 뉴질랜드 (RMNZ)            | 골드        | 7,500^        |
| 미국 (RIAA)                | 2× 플래티넘 | 2,000,000^    |
| ^출하량을 기반으로 한 인증 |             |               |